# Hiroshi Izumi
Hiroshi Izumi (n. 22 iunie 1982, Shimokita District⁠(d), Prefectura Aomori, Japonia) este un judocan ce a reprezentat Japonia, medaliat olimpic. A participat la 2 ediții ale Jocurilor Olimpice (2004, 2008) în care a câștigat o medalie de argint.